# Mario Conoci
Mario Conoci   (l'Alguer, 30 de setembre de 1963) és un empresari i polític alguerès, síndic de l'Alguer des de l'any 2019 al 2024.

## Trajectòria
Llicenciat en Dret per la Universitat de Sàsser, el 2010 va ser el responsable de signar com a vicesíndic el manifest «El català, llengua de 10 milions d'europeus», en el qual reclamava que la llengua catalana fos plenament oficial a la Unió Europea.
Nogensmenys, va mostrar la seva sensibilitat envers Catalunya i va formar part de la delegació del Partit Sard d'Acció que durant l'octubre de 2017 va donar suport a la independència i va denunciar que «l'Estat espanyol havia mostrat la seva cara més autoritària i antidemocràtica», i que «no pot dialogar amb Catalunya amb violència i presó, i ha de reconèixer el dret de Catalunya a la seva identitat com a poble».
El 2021, arran de la detenció de Carles Puigdemont a l'Aeroport de l'Alguer en el marc de la celebració del 33è Aplec Internacional de la cultura popular dels Països Catalans organitzat per Adifolk, Conoci va defensar el dret del poble català «a ser protagonista del seu futur».